# Ferdinand Ambrosius Fidler

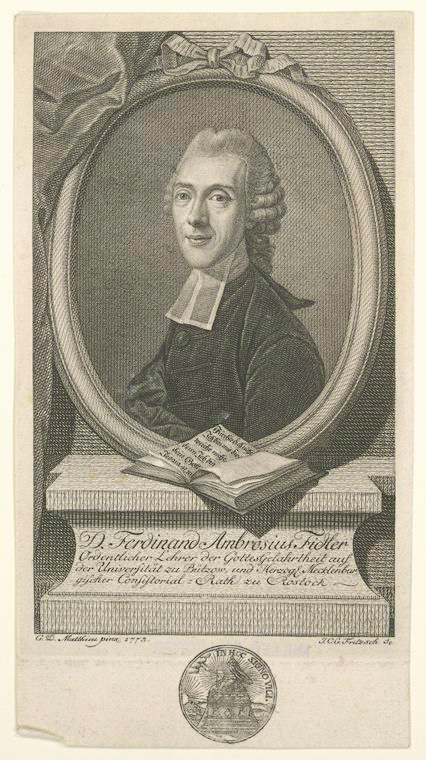
Ferdinand Ambrosius Fidler, Kupferstich von Johann Christian Gottfried Fritzsch nach Georg David Matthieu

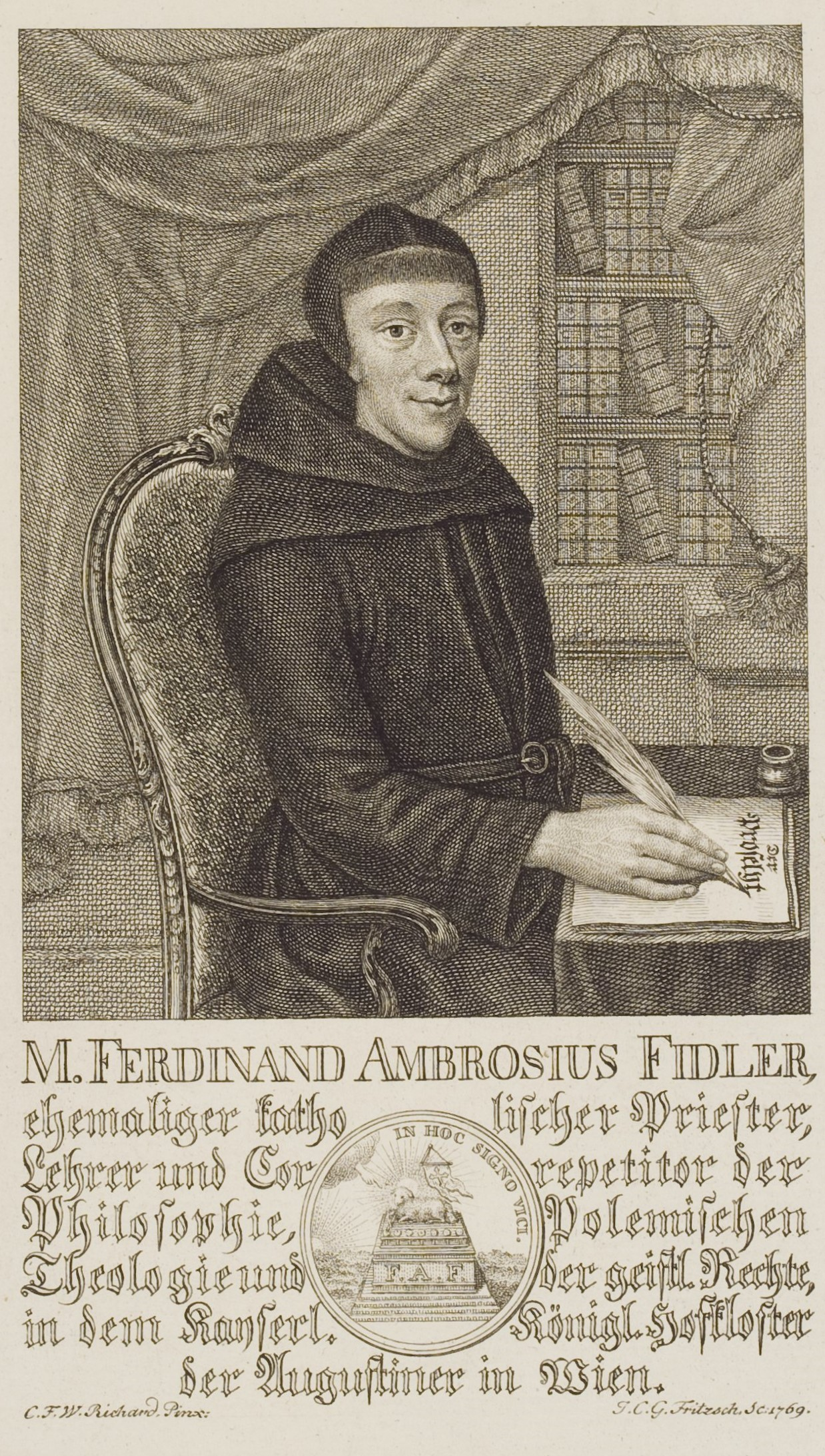
Ferdinand Ambrosius Fidler als Mönch, Kupferstich von Johann Christian Gottfried Fritzsch nach Carl Friedrich Wilhelm Richard

Ferdinand Ambrosius Fidler, auch Fiedler (* 18. Oktober 1737 in Wien; † 26. Juni 1780 in Altona) war ein österreichisch-deutscher zunächst römisch-katholischer, dann evangelisch-lutherischer Geistlicher und Hochschullehrer.

## Leben
Ferdinand Ambrosius Fidler trat in das Augustinerkloster in Wien ein. Hier lehrte er Polemik und Kanonisches Recht.
1767 trat er aus dem Orden aus, ging zunächst nach Leipzig und dann nach Hamburg, wo er zur lutherischen Kirche konvertierte. In seinen Veröffentlichungen gegen die römisch-katholische Kirche polemisierte er besonders gegen den Augsburger Domprediger Alois Merz, der als Verfasser  kontroverstheologischer Flugschriften in hohem Maße produktiv war.
1772 kam er als Hofprediger nach Ludwigslust. Er war, so die Einschätzung von Julius Wiggers, „einer der Vielen, welche durch Heuchelei sich in das Vertrauen Herzog Friedrichs einzuschleichen verstanden“.
1773 ernannte Herzog Friedrich ihn zum Konsistorialrat und Professor der Theologie an der Universität Bützow, zugleich mit dem Auftrag, philosophische Lehrveranstaltungen zu halten. 1773 erhielt er von der Universität Rinteln den Titel eines Dr. theol. Als er 1773 eine Rezension zu einem Ausfall gegen die mecklenburgische Geistlichkeit nutzte, antwortete ihm der Güstrower Superintendent Johann Christian Keßler mit einer Freundschaftlichen Belehrung. Es folgten eine ganze Reihe anonymer Schriften auf beiden Seiten der Fidler-Keßlerschen Streitigkeiten.
1774 wurde Fidler, auf seinen Wunsch hin und unter Beibehaltung seines Amtes im Konsistorium, Pastor und Superintendent am Doberaner Münster.
Nach Anklage wegen betrügerischem Bankrott, Unterschlagung von Kirchengeldern zu deren Deckung und Dokumentenfälschung gelang ihm 1778 durch Flucht über die Grenze, sich der Verurteilung zu entziehen. Als Offizier verkleidet, floh er nach Altona, wo er im Alter von 42 Jahren starb.
Er war seit 1772 verheiratet mit Charlotte Maria Wilhelmine Krackow.

## Schriften
- Der Proselyt oder Versuche über die wichtigsten Glaubenslehren der römisch-katholischen Kirche, der Welt zur gründlichen Kenntnis dargelegt. 3 Bände, Leipzig 1768–71
- Der unparteiische Lutheraner. Antipapistisches Journal. 7 Teile, Hamburg und Leipzig 1770–74
- Von dem kürzesten und sichersten Wege zu Jesu. Hamburg und Leipzig 1772
- De ecclesia repraesentante. Diss. Bützow 1773

dt. Übersetzung von M. G. J. Wichmann Geschichte und Beschreibung aller Ceremonien und anderer Merkwürdigkeiten der römischen Kirche. 2 Teile Leipzig 1785 und 1786 Nur der erste Band ist von F., der zweite wurde von einem „Liebhaber der Kirchengebräuche“ fortgesetzt.
- (posthum) Vermächtniss an seine Freunde und Feinde. Leipzig 1782